# クマノヴォ
クマノヴォ（マケドニア語:Куманово / Kumanovo、アルバニア語:Kumanova / Kumanovë）はマケドニア共和国の都市で、同国ではスコピエ、ビトラに次ぐいて3番目の人口をもつ。また、自治体としてのクマノヴォはマケドニア共和国の基礎自治体で最も人口が多い。マケドニア共和国北東部に位置し、首都のスコピエからも比較的近い。

## 名称
クマノヴォの名前は、12世紀から13世紀にかけてこの地域に居住していたクマン人に由来するものと考えられている。町の名前はマケドニア語、セルビア語およびブルガリア語ではКуманово / Kumanovo、アルバニア語ではKumanova / Kumanovë、トルコ語ではKumanovaである。

## 地理
クマノヴォはマケドニア共和国北西部、首都のスコピエの近くに位置している。その位置はおよそ北緯42度05分、東経21度40分である。クマノヴォの標高は340メートルであり、西にはスコプスカ・ツルナ・ゴーラ山のカラダー（Karadag）、南にはグラディシタンスカ・プラニナ山脈、東にはマンゴヴィツァ山、ゲルマン山に囲まれている。クマノヴォは温帯に属し、スコピエ空港が最寄である。

## 住民
クマノヴォ基礎自治体の人口は2002年の国勢調査によると105,484人であり、その多数派を占めるのはマケドニア人（63,746人）であるが、アルバニア人（27,290人）やセルビア人（9062人）も多い。

## 歴史

### 前史
この地域には複数の古代の住居跡が残されており、青銅器時代のKostoperska karpaはペリンツェ（Pelince）近く、新石器時代のMlado Nagorichane、鉄器時代のGrobljeはヴォイニク（Vojnik）にある。また古代ローマのネクロポリス・ロパテのドレズガ、古代ローマの町Vicianusはクレチョフツェ（Klechovce）にある。

### 近世
町が初めて文献に現われるのは1519年で、トルコのイスタンブールに保管されたオスマン帝国の記録に残されている。クマノヴォに関する最も包括的な関連文書はエヴリヤ・チェレビ（Evliya Çelebi）によって1660年/1661年に記されたものである。それによると:

クマノヴォは16世紀末か17世紀初頭に市となり、地域の中心都市となった。その後、1689年のカルポシュ蜂起（Karposh Uprising）などによって停滞期を迎える。
カルポシュ（Karpoš）はクマノヴォに近いヴォイニク（Vojnik）という村の出身の反乱指導者であった。はじめ、カルポシュはオスマン帝国の重臣であったが、帝国が弱体化し、また新たな税制に対する不満が高まった1689年に、カルポシュはオスマン帝国に対する反乱へと身を投じた。この間、オーストリアがオスマン帝国を攻撃していた。カルポシュは反乱者の手におち、蜂起はさらに拡大していった。反乱軍はクラトヴォ（Kratovo）、クリヴァ・パランカ（Kriva Palanka）、クマノヴォ、カチャニク（Kačanik）などを解放していった。その後、オーストリアの皇帝レオポルト1世と共に、反乱軍はスコピエ、シュティプ（Štip）の解放を目指した。
その後バルカンの軍事情勢は変化し、反乱軍は不利な立場に追いやられた。クリミア・ハン国に属するタタール人によって補強されたオスマン帝国の反攻の前にオーストリア軍は撤退を余儀なくされた。反乱軍の要塞があるクリヴァ・パランカでの戦いの後、オスマン軍はクマノヴォを攻撃し、新たに築いた要塞を攻め落とした。カルポシュは逮捕され、スコピエに移送され、ヴァルダル川にかかるスコピエの石橋（Stone Bridge）にて死刑に処された。
1912年10月、第一次バルカン戦争のとき、ラドミル・プトニク率いるセルビア王国の軍がクマノヴォ北部でオスマン帝国に対して勝利を収めた。2日に及ぶクマノヴォの戦い（Battle of Kumanovo）によって、オスマン帝国のマケドニア支配は終わり、この地方はセルビア領、後にユーゴスラビア王国領となった。

### 近現代
第二次世界大戦中のファシスト支配に抵抗するマケドニア人の反ファシスト闘争は、このクマノヴォとプリレプで1941年10月11日に始まった。第二次世界大戦後、社会主義体制の下で急速な工業化・現代化が進んだ。

## 経済
クマノヴォの金属精錬、タバコ、農産物、靴、繊維の生産は、町を経済・交易の中核へと押し上げ、人口は13万人を超えた。農業と交易は19世紀から盛んであったが、町の現代的な装いは第二次世界大戦後になってからのことである。1945年以降、急速な経済、行政、文化の発展を遂げた。町は現代化され、人口は10万人を超えた。

## 交通
スコピエとクマノヴォの間の40キロメートルを結ぶ高速道路があり、高速道路はクマノヴォの近くを通ってセルビア領へと続いている。鉄道もまたスコピエからクマノヴォを通り、セルビアへと続いている。その他の重要な道路路線としては、クマノヴォからクリヴァ・パランカを通ってブルガリアへと続く道路がある。

## 文化
クマノヴォ地域には複数の重要な建造物がある。スタロ・ナゴリチャネの聖ゲオルゲ聖堂（Church of St. George）、カルピノ（Karpino）の修道院、マテイツェ（Matejce）の生神女就寝聖堂、ムラド・ナゴリチャネ（Mlado Nagorichane）の聖ペトカ聖堂、1902年建造の至聖三者聖堂、1751年建造のエスキ・モスクなどがある。
町で最も古く、また最大の聖堂は聖ニコライ聖堂である。聖ニコライ聖堂には13世紀のイコンが収められている。聖堂はマケドニアのルネサンス建築家・アンドレイ・ダミャノフ（Andrey Damyanov）の代表的な建築の一つである。
クマノヴォには複数の古代の遺跡もある。最も重要なものは町の近くのペリンツェ（Pelince）村にある青銅器時代のグラディシテ遺跡（Gradishte）である。ムラド・ナゴリチャネ村の近くには新石器時代の遺跡がある。ロパテ（Lopate）村の近くのドレズガ遺跡（Drezga）はローマ時代のネクロポリスである。
また、4000年前の巨石天文観測施設コキノ（Kokino）はクマノヴォから北東に30キロメートルにあり、2001年に発見された。この遺跡は、NASAによって世界で4番目に古い古代天文観測施設とされた。
マケドニア共和国で最も古い民謡合唱団KUD "Pance Pesev"はクマノヴォにある。合唱団は創設から80年を超えた。同合唱団はクマノヴォ、そしてマケドニア共和国を代表して、セルビア、モンテネグロ、ブルガリア、トルコ、クロアチア、ルーマニア、ハンガリー、ポーランド、フランスなどの民俗音楽祭に参加した。
クマノヴォには図書館、文化センター、博物館、国立劇場がある。クマノヴォや周囲の村では毎年、複数の展覧会などが行われている。クマノヴォはまた世界中からバンドがあつまるジャズ・フェスティバルを行っている。2002年、マケドニアのバンドFoltinとDragan Dautovski Quartet、そしてクロアチア、ハンガリー、オランダ、スロベニア、セルビア、モンテネグロのバンドもフェスティバルに参加した。2005年にはオランダ、ノルウェーからも参加している。
毎年、クマノヴォでは「コメディーの日」が催される。コメディーの日はマケドニア文化省の出資によるフェスティバルで、マケドニア各地や周囲のブルガリア、セルビアの劇場のコメディアンが集まる。

## クマノヴォ出身の人物
- ナセル・アリイ - プロサッカー選手
- ストレ・ディミトリエフスキ - プロサッカー選手

## 姉妹都市
- ヴァラジュディン、クロアチア
- ビイェリナ、ボスニア・ヘルツェゴビナ
- プロヴディフ、ブルガリア